# لويس غارسيا (مصارع رياضي)
لويس غارسيا (بالإسبانية: Wilfredo Garcia) هو مصارع رياضي كوبي، ولد في 29 أكتوبر 1977 في بينار ديل ريو في كوبا.

## وصلات خارجية
- لويس غارسيا على موقع قاعدة بيانات المصارعة الدولية (الإنجليزية)
- لويس غارسيا على موقع أوليمبيديا (الإنجليزية)